# مات سينغلتون
مات سينغلتون (بالإنجليزية: Matt Singleton)‏ هو سياسي أسترالي، ولد في 14 سبتمبر 1927. انتخب عضو الجمعية التشريعية نيو ساوث ويلز.